# Lutezia

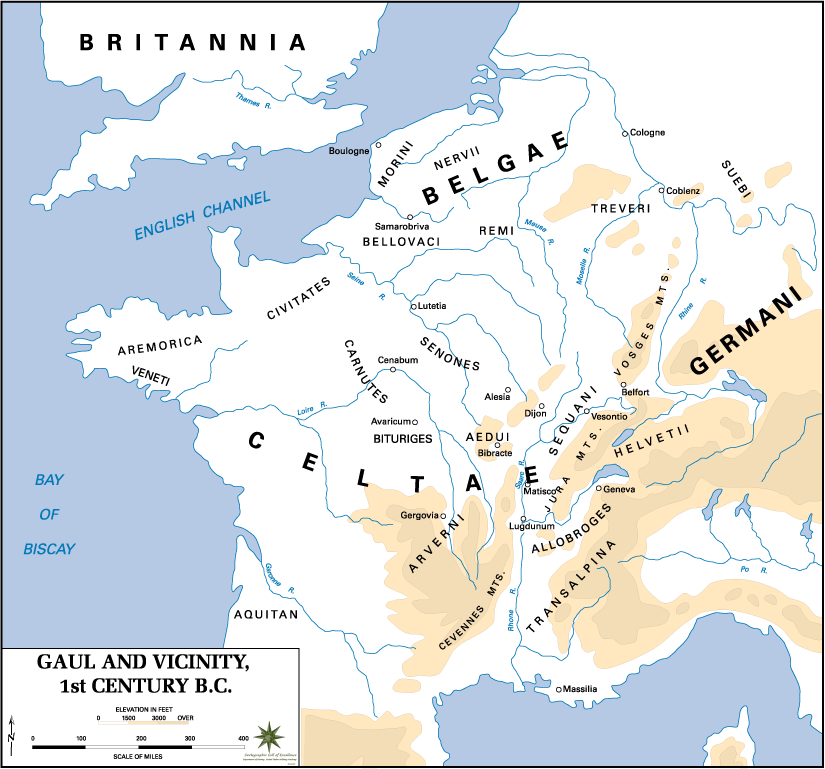
Una mappa della Gallia nel I secolo a.C. Sono visibili gli insediamenti delle tribù celtiche e la posizione di Lutezia

Lutezia (in latino Lutetia) è il nome usato in italiano per designare una città della Gallia romana e preromana. La città fu rifondata dai Merovingi ed è l'antenata dell'attuale Parigi.

## Etimologia
Tra gli autori antichi il nome della città viene citato da Strabone (Λουκοτοκία), Tolomeo (Λευκοτεκία) e Cesare (Lutetia). Potrebbe contenere la radice celtica luto- luteo- ("palude"), presente in altri toponimi come Lutudarum (Derbyshire, Inghilterra); Lodève (Luteua), Ludesse (Francia); Lutitia (Germania).

## Origine gallica
In quest'area c'era l'insediamento principale dei Galli Parisii, risalente al III secolo. Tuttavia, studi dendrocronologici su resti legnosi nello strato archeologico più basso dell'asse stradale romano nord-sud ne spostano la datazione dopo il 4 d.C., più di cinquant'anni dopo la conquista romana della regione.
La Lutezia romana fu fondata a monte della confluenza tra il torrente Bièvre e la Senna, sui pendii della collina poi dedicata a Sainte Geneviève, sulla riva sinistra della Senna (attuale Quartiere latino). Erano presenti insediamenti anche sull'isola al centro della confluenza, l'Île de la Cité, centro prima della merovingica e poi dell'attuale Parigi.

## Urbanizzazione

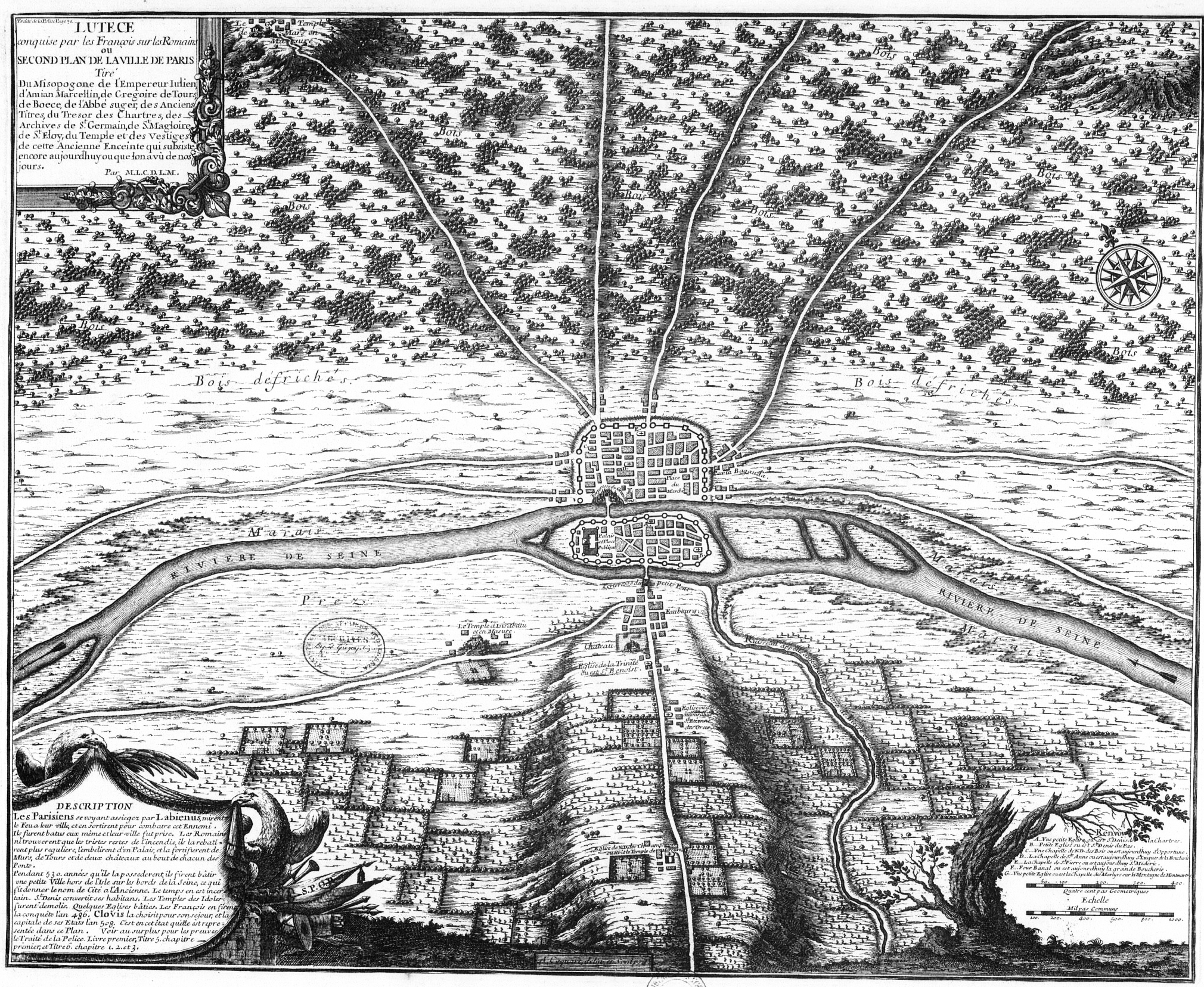
Mappa (ipotetica) di Lutezia nel 508, tratta dal Traité de la Police di Nicolas Delamare (1705).

La città era caratterizzata da una pianta a scacchiera, tipica degli insediamenti romani. All'interno della cerchia muraria furono costruiti monumenti pubblici a partire dal II secolo. L'asse nord-sud fu concepito per attraversare le rive paludose con il tragitto più breve. Gli edifici si trovavano tutti sul pendio nord della collina di Sainte Geneviève. La scoperta di antiche strade lastricate, il perimetro dei principali monumenti, persino il tracciato di alcune strade medievali mostrano che la città fu progettata con isolati di 300 piedi romani. Sulla riva sinistra la rue Saint Jacques e sulla riva destra la rue Saint Martin ricalcano ancora il cardo maximus.
Un acquedotto lungo 26 km e con una portata di 2000 m³ al giorno forniva l'acqua alla città, raccolta da varie sorgenti. La valle del Bièvre era collegata ad Arcueil-Cachan con un ponte.
L'anfiteatro, costruito sul versante della collina esterno alla città, è noto come Les Arènes de Lutèce.

## Storia
La città fu conquistata da Giulio Cesare nel 52 a.C., durante le guerre galliche.
I Luteziani supportarono la ribellione di Vercingetorige, rinforzando il suo esercito con 8 000 uomini. La città era presidiata da Camulogenus, luogotenente di Vercingetorige, il cui esercito era acquartierato sul Mons Lutetius (dove ora sorge il Pantheon). I Romani sconfissero i ribelli presso Melun e presero il controllo di Lutezia.
Sotto il dominio romano Lutezia fu completamente romanizzata con l'insediamento di circa 8 000 persone. Non aveva una grande importanza politica - la capitale della provincia in cui si trovava, Lugdunensis Senona, era Agendicum (l'attuale Sens). Fu cristianizzata nel III secolo, quando tradizionalmente san Dionigi divenne il primo vescovo della città. Intorno al 250 san Dionigi fu arrestato e decapitato con due compagni sulla collina detta Mons Mercurius, noto in seguito come Mons Martyrum (Montmartre).
Lutetia cambiò nome in Parigi nel 360, dal nome dei Galli Parisii che abitavano anticamente la regione. Circa nello stesso periodo il quartiere posto sulla riva sinistra della Senna, che comprendeva le terme, i teatri e l'anfiteatro, fu gradualmente abbandonato e la popolazione si concentrò sull'isola, dotandola di fortificazioni. Il teatro romano fu smantellato a partire dal IV secolo.

## Rovine attuali della città antica
È rimasto molto poco della città antica. In un piccolo parco del Quartiere latino si possono notare le rovine dell'anfiteatro del I secolo. Alcuni resti sono conservati al Musée de Cluny, le cui omonime terme sono le uniche ancora in parte visibili. Le prime catacombe cristiane sono localizzate sotto il sagrato della Cattedrale di Notre-Dame, ora Place Jean-Paul II.

## Lutezia nell'universo dei fumetti
La città di Lutezia viene, inoltre, citata particolarmente negli albi a fumetti di Asterix creati dalla coppia René Goscinny e Albert Uderzo.